# Abjalangues
Abjalangues são uma tribo que vive na margem esquerda do Nilo Branco. São classificados como nueres ou dincas (há divergência nas fontes), dois grupos de povos nilóticos dos quais os primeiros pertencem aos segundos como subgrupo. Os etnólogos que classificam-os como dincas afirmam que pertencem ao ramo dinca setentrional, que também inclui agerês, berês, nijeis, ions, abiôs e aniarcueis; noutra classificação, de 1866, se afirma que há relação entre os abjalangues e os atainjes, dongiois, abujos, agnargueis, agerês.